# Zentralmoschee Lissabon

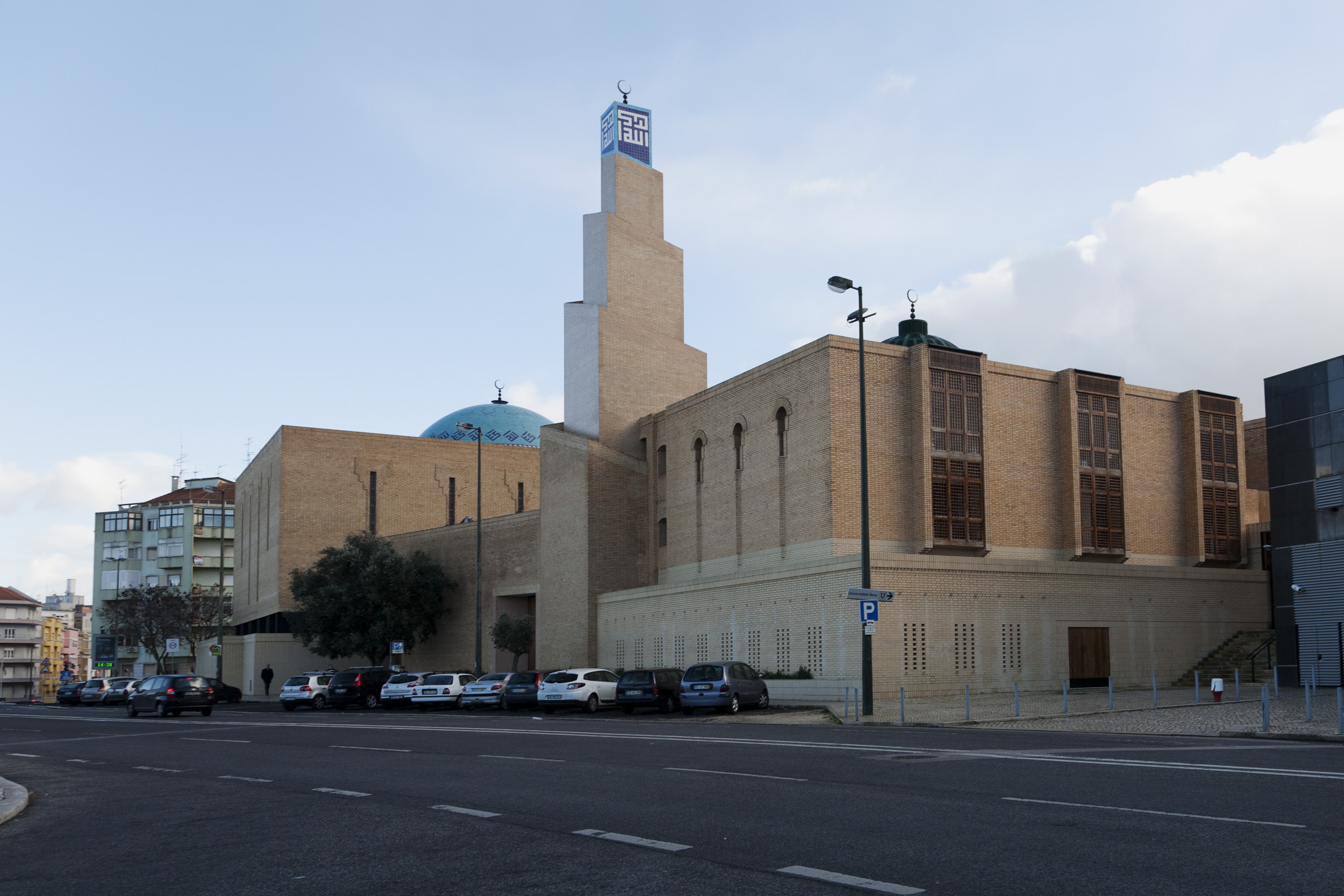
Zentralmoschee Lissabon

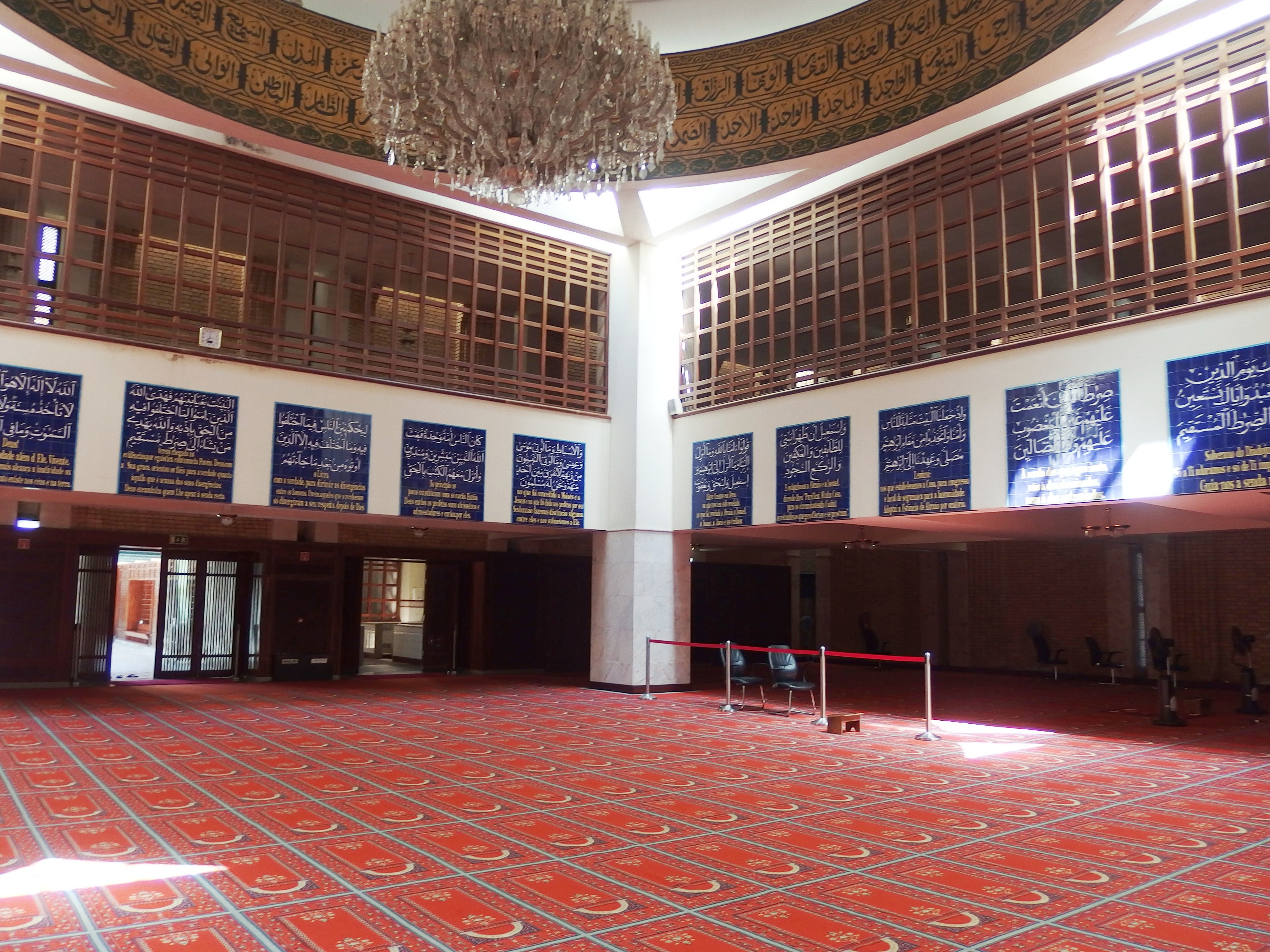
Gebetsraum

Die Zentralmoschee Lissabon (portugiesisch: Mesquita Central de Lisboa) ist die zentrale Moschee der portugiesischen islamischen Gemeinschaft in der portugiesischen Hauptstadt Lissabon.
Sie wurde mit Unterstützung verschiedener muslimischer Länder gebaut und 1985 eingeweiht.
Konzipiert wurde sie von den Architekten António Maria Braga und João Paulo Conceição. Die vierstöckige Moschee besitzt ein Minarett und eine Kuppel. Sie verfügt über Empfangshallen, große Gebetsräume (getrennt für Männer und Frauen) in den oberen Stockwerken und einen Vortragsraum sowie ein eigenes Restaurant.